# Brežđe
Brežđe es un pueblo ubicado en el municipio de Mionica, distrito de Kolubara, Serbia.

## Superficie
Cuenta con una superficie de 16,40 kilómetros cuadrados.

## Demografía
Hasta 2022 la población era de 402 habitantes, con una densidad de población de 24,51 habitantes por kilómetro cuadrado.
| 953                                                             | 1013 | 969 | 874 | 806 | 624 | 572 | 468 | 402 |
| (Fuente: Population statistics of Eastern Europe & former USSR) |      |     |     |     |     |     |     |     |